# Giorgio Morandi
Giorgio Morandi (Bolonia, 20 de junio de 1890 - 18 de junio de 1964) fue un pintor italiano.

## Vida
Nació en el seno de una familia en la que compartió espacio con otros siete hermanos. En 1907, tras un breve periodo laboral en la misma empresa en la que trabajaba su padre, recibió instrucción artística en la Academia de Bellas Artes de Bolonia. En un viaje que realizó por esa época a Florencia, descubrió la obra de los primitivos renacentistas italianos, Giotto, Masaccio y Uccello, a los que estudió siguiendo el prisma cezanesco (por Paul Cézanne), artista a quien había descubierto poco tiempo antes.
En un primer momento siguió a los futuristas y al movimiento Novecento italiano, tras establecer contacto con Boccioni y Carrà, siendo invitado a participar en la exposición futurista celebrada en el Palacio Baglioni de Bolonia, y en la muestra Libera Futurista de Roma. Tras su amistad con Giorgio de Chirico su obra comenzó a influenciarse por la de este. En 1927 participó en la primera exposición del movimiento novecentista, vinculado con el régimen de Mussolini. Poco a poco su estilo fue definiéndose e del De Chirico. Parte esencial de su iconografía comenzaron a ser los utensilios de la vida diaria: vasos, botellas, etc. Dichos objetos, colocados sobre una mesa, se convertían en los máximos protagonistas de sus cuadros. Seguía así a su admirado Cézanne en la elección de los bodegones sencillos como medio de expresión de su pintura.
En 1945 se celebró su primera exposición individual, en la galería Fiore de Florencia. Entre 1930 y 1956 Morandi fue profesor de grabado en aguafuerte en la Academia de Bellas Artes de su ciudad natal. En 1948 fue premiado con el primer premio en la Bienal de Venecia. Visitó por primera vez París en 1956, siendo galardonado al año siguiente con el gran premio en la Bienal de São Paulo.
En 1960 el director Federico Fellini rendiría tributo a Morandi en su largometraje La Dolce Vita, donde aparecían algunas de sus pinturas.
Giorgio Morandi fallecería en 1964 en su ciudad natal. En el año 2001 el Museo Morandi abriría sus puertas en una sección del Palazzo d'Accursio, sede del gobierno local de Bolonia.

## Exposiciones
- 07.06 > 22.09.2013: Centre for Fine Arts (Bruselas, Bélgica)
- 12.04 > 06.10.2019: Museo Guggenheim Bilbao, (Bilbao, España)